# Реакции радикального замещения
Реакции радикального замещения (англ. substitution radical reaction) — реакции замещения, в которых атаку осуществляют свободные радикалы — частицы, содержащие один или несколько неспаренных электронов.
Реакции радикального замещения обозначают SR.

## Механизм радикального замещения
1. Первая  (2,3) — инициирование цепи. Она может начаться спонтанно, фотохимически, электрохимически, посредством нагревания или путём химического иницирования.
2. Вторая стадия (4,5) — развитие цепи. На этой стадии радикалы реагируют с молекулами, образуя продукты реакции и новые радикалы.
3. Третья стадия (6,7) — обрыв цепи или рекомбинация свободных радикалов.
Реакции радикального замещения ускоряются в условиях генерирования свободных радикалов и замедляются в присутствии веществ, улавливающих свободные радикалы.

## Типовые реакции радикального замещения

### Радикальное галогенирование
Инициация галогенирования, обычно, происходит под действием облучения:
{\displaystyle {\mathsf {Cl\!\!-\!\!Cl}}\ {\stackrel {hv}{\longrightarrow }}\ {\mathsf {Cl}}\cdot {\mathsf {+}}\ {\mathsf {Cl}}\cdot }
Развитие цепи:
{\displaystyle {\mathsf {Cl}}\cdot {\mathsf {+}}\ {\mathsf {R\!\!-\!\!H}}\rightarrow {\mathsf {R}}\cdot {\mathsf {+}}\ {\mathsf {H\!\!-\!\!Cl}}}
{\displaystyle {\mathsf {R}}\cdot {\mathsf {+}}\ {\mathsf {Cl\!\!-\!\!Cl}}\rightarrow {\mathsf {Cl}}\cdot {\mathsf {+}}\ {\mathsf {R\!\!-\!\!Cl}}}
Обрыв цепи:
{\displaystyle {\mathsf {R}}\cdot {\mathsf {+}}\ {\mathsf {Cl}}\cdot \rightarrow {\mathsf {R\!\!-\!\!Cl}}}

### Радикальное окисление
При низких температурах в присутствии кислорода, воздуха, света, а также иногда следов некоторых металлов органические соединения вступают в реакции автоокисления:
Зарождение цепи:
{\displaystyle {\mathsf {Radical}}\cdot {\mathsf {+}}\ {\mathsf {O\!\!-\!\!O}}\rightarrow {\mathsf {Radical\!\!-\!\!O\!\!-\!\!O}}\cdot }
{\displaystyle {\mathsf {Radical}}\cdot {\mathsf {+}}\ {\mathsf {R\!\!-\!\!H}}\rightarrow {\mathsf {Radical\!\!-\!\!H+R}}\cdot }
{\displaystyle {\mathsf {Radical\!\!-\!\!O\!\!-\!\!O}}\cdot {\mathsf {+}}\ {\mathsf {R\!\!-\!\!H}}\rightarrow {\mathsf {Radical\!\!-\!\!O\!\!-\!\!OH}}{\mathsf {+}}\ {\mathsf {R}}\cdot }
Развитие цепи:
{\displaystyle {\mathsf {R}}\cdot {\mathsf {+}}\ {\mathsf {O\!\!-\!\!O}}\rightarrow {\mathsf {R\!\!-\!\!O\!\!-\!\!O}}\cdot }
{\displaystyle {\mathsf {R\!\!-\!\!O\!\!-\!\!O}}\cdot {\mathsf {+}}\ {\mathsf {R\!\!-\!\!H}}\rightarrow {\mathsf {R\!\!-\!\!O\!\!-\!\!OH}}{\mathsf {+}}\ {\mathsf {R}}\cdot }
Альтернативный путь:
{\displaystyle {\mathsf {R\!\!-\!\!O\!\!-\!\!OH}}\rightarrow {\mathsf {R\!\!-\!\!O}}\cdot {\mathsf {+}}\ {\mathsf {OH}}\cdot }
{\displaystyle {\mathsf {R\!\!-\!\!O}}\cdot {\mathsf {+}}\ {\mathsf {R\!\!-\!\!H}}\rightarrow {\mathsf {R\!\!-\!\!OH}}{\mathsf {+}}\ {\mathsf {R}}\cdot }
{\displaystyle {\mathsf {O\!\!-\!\!H}}\cdot {\mathsf {+}}\ {\mathsf {R\!\!-\!\!H}}\rightarrow {\mathsf {H_{2}O}}{\mathsf {+}}\ {\mathsf {R}}\cdot }

### Прочие реакции радикального замещения
Реакция Бородина — Хунсдикера:
Реакция Бартона :